# Sistemul de răcire al motoarelor cu ardere internă
Sistemul de răcire al motorului este un sistem auxiliar ce are scopul de  a menține un regim de temperatură potrivit unei bune funcționări a motorului.Temperatura de 1800-2000 de grade Celsius din interiorul cilindrilor deterioreză procesul de ungere, alterează proprietățile mecanice ale pieselor conjugate putând în final să le gripeze sau să le strice. Sistemul de răcire intervine în această situație prin preluarea și transmiterea în mediu a 20-30% din căldura pieselor motorului, asigurând temperatura cea mai favorabilă adică 85-90°C.

## Principiu de lucru
Lichidul de racire (antigel sau apa distilata, de obicei este un amestec intre cele doua) este purtat prin intreg circuitul compus din radiator, pompa apa, bloc motor (are camere in jurul cilindrilor pentru o buna racire a lor, si a uleiului la motoarele in 4 timpi), furtune de legatura, termostat. Pompa de apa, cu ajutorul unei palete puse in miscare de cureaua de transmisie sau motor electric, este purtata din blocul motor in radiator dupa ce termostatul a deschis in functie de motor 90, 95, 96, 110 (VW Touran) grade Celsius pentru a asigura o buna functionare a motorului. In caz ca temperatura depaseste limitele motorului cu 2-10 grade, se acumuleaza presiune in sistemul de racire si o supapa speciala situata de obicei in capacul radiatorului se ridica datorita presiuni si este expulzata apa (vapori de apa fierbinti) acesta este penultimul stadiu, dupa care urmeaza calarea motorului (ovalizarea chiulasei cilindrilor si topirea pistonului) sau griparea (se sudeaza pistonul de cilindru). Foarte important este de retinut, in caz ca apa este expulzata afara prin supapa de siguranta nu se va opri motorul deoarece este posibila griparea acestuia, se va lasa motorul la relanti sau putin mai turat si se va turna putina apa pe radiator si se va observa cum temperatura scade iar apoi se va completa cu lichid de racire.
RACIREA PE AER - cilindrul are niste santuri si niste fante special concepute pentru a capta aerul si a raci motorul; el mai are un ventilator legat printr-o curea sau direct la axul cu came (un terminal al acestuia) care mareste gradul de racire si asigura racirea atunci cand autovehiculul, scooterul sau  generatorul de curent etc. sta pe loc si nu poate capta aer prin fante.

## Compunere generală
Componentele principale ale instalației de răcire sunt generatorul curentului de fluid, care într-un caz poate fi ventilator și în altul pompa de lichid de răcire, radiatorul, termostatul și dispozitivul de control al temperaturii.
Pompa instalației de răcire
Pompa  instalației de răcire a motoarelor de automobil produce și întreține circulația lichidului de răcire prin circuitele de răcire ale motorului.
Ventilator al instalației de răcire
Ventilatorul instalației de răcire mărește volumul de aer pentru răcirea apei din radiator sau asigură curentul de răcire al motorului prin exterior.
Termostat al instalației de răcire
Termostatul intalației de răcire reglează automat regimul termic al motorului.
Dispozitiv de control al instalației de răcire
Dispozitivul de control al instalației de răcire a motorului are rolul de a indica funcționarea normală sau anormală a instalației de răcire.

## Clasificarea instalațiilor de răcire
După natura fluidului folosit, instalațiile de răcire pot fi instalații de răcire cu aer sau instalații de răcire cu lichid. Instalația cu lichid poate fi cu circulație naturală (prin termosifon) și cu circulație forțată la presiune atmosferică sau presurizată la 0,5 până la 1,1 bari peste presiunea mediului ambiant.

### Instalații de răcire cu aer
Instalația de răcire cu aer se bazează pe curentul de aer rece care acționează asupra cilindrilor și chiulasei.Există două tipuri de răcire cu aer: fie prin expunerea deschisă la curentul de aer atmosferic care pătrunde printre aripioarelele cilindrului și chiulasei în special în timpul deplasării ca la motociclete fie prin aer sub presiune introdus între aripioarele chiulasei și ale cilindrilor de către un ventilator.

### Instalații de răcire cu lichid
Instalațiile de răcire cu lichid pot fi cu circulație liberă a lichidului sau cu circulație forțată a acestuia.Lichidul de răcire poate fi apa sau produsul artificial numit antigel.

#### Termosifon
Răcirea cu lichid cu circulație naturală nu asigură o bună răcire și consumă o mare cantitate de apă.Din acest motiv nu se mai folosește.De asemenea prezintă inconvenientul că perturbă condițiile de funcționare a motorului prin diferența mare dintre temperatura apei de intrare și a apei de ieșire din cămășile de răcire ale motorului diferență care este de 30°C.

#### Instalații de răcire forțată
Instalațiile cu circulație forțată a lichidului pot fi cu circuit închis( presurizat) sau cu circuit deschis.Circulația forțată în general îmbunătățește condițiile de funcționare a motorului prin diferența mică de temperatură dintre apa care intră și apa care iese din cămășile de răcire ale motorului diferență care este de  circa 10-15°C..